# Locomotive Land Battery
Locomotive Land Battery (букв. «рухома сухопутна батарея») — невтілений проєкт бронеавтомобіля, який 1855 року запатентували британські винахідники Джеймс Коуен (англ. James Cowen або Cowan) та менш відомий Джеймс Світлонґ (англ. James Sweetlong). Машина також знана як Devastator («спустошувач») та Cowen’s Battle Car («бойова машина Коуена»).
З патенту відомо, що машина мала паровий двигун і 5 коліс, з яких одне, ймовірно, було рульовим. Корпус мав еліптичну форму та був покритий листами загартованої сталі, розміщений під кутом для кращого відбиття снарядів. На роль озброєння було запропоновано 14-фунтові карронади або інші гармати, а також складаних коси на бортах, призначені для знищення ворожої піхоти в ближньому бою.
До розроблення такої машини Коуена спонукало позиційне протистояння, що виникло під час Кримської війни (1853—1856). Під час війни винахідник пропонував ідею посадовцям, але отримував лише відмови. Проєкт був непрактичний і можливою причиною відхилення було розуміння того, що наземна самохідна техніка була в ранній стадії розвитку, а тому бронеавтомобіль міг не спрацювати взагалі. Проєкт був надмірно амбітний, лише через тривалий час з'явились технології, здатні втілити подібну ідею. Попри це, концепція була правильною: досвід Першої світової показав, що для подолання позиційної війни справді ефективним рішенням була самохідна озброєна бронемашина, якою 1916 став танк.